# Église Saint-Julien de Saint-Julien (Hérault)
L'église Saint-Julien ou prieuré Saint-Julien est une église romane située à Saint-Julien dans le département français de l'Hérault en région Occitanie.
La commune de Saint-Julien, appelée anciennement Saint-Julien-d'Olargues, doit son nom au prieuré.

## Localisation
L'église se dresse au sommet d'un coteau planté de vignes dans la partie sud-est de la commune de Saint-Julien, tout près de la route départementale D14E18, à quelques centaines de mètres au nord de la D908 et de la vallée du Jaur, sur le versant sud du massif de l'Espinouse.

## Historique
L'église est mentionnée dès 899 : elle était alors une annexe de l'église disparue de Sainte-Eulalie de Surclas.
Elle prit plus tard le titre de prieuré.
Son abside fut probablement construite durant le dernier quart du XIe siècle. L'église subit des dégâts lors des guerres de Religion au XVIe siècle, ce qui entraîna la reconstruction de la nef en 1585 ainsi que l'ajout de la tour.
L'abside de l'église fait l'objet d'une inscription au titre des monuments historiques depuis le 12 février 1951.
L'église, aux qualités acoustiques reconnues, abrite des concerts de musique classique.

## Architecture
À l'est, l'église présente un chevet de style roman lombard au décor polychrome. Ce chevet, couvert de lauzes, présente une décoration de bandes lombardes composées de lésènes et d'arcatures constituées de petits arcs groupés par deux. La bichromie est due au contraste entre le gneiss de teinte claire utilisé pour édifier le mur de l'abside et le poudingue brun utilisé pour les arcatures lombardes ainsi que pour réaliser l'alternance de couleurs qui marque les lésènes.
La nef, élargie en 1585, a conservé son mur méridional d'origine, auquel a été accolé la tour, ajoutée à la même époque.
La tour-clocher présente deux niveaux peu ajourés, surmontés d'un troisième niveau percé de vastes baies en arc brisé, géminées sur la face sud, et de nombreux trous de boulin (trous destinés à ancrer les échafaudages).